# East Bridgewater
East Bridgewater – miasto w Stanach Zjednoczonych, w stanie Massachusetts, w hrabstwie Plymouth.